# Religione matriarcale
Una religione matriarcale è una fede che si concentra su una o più divinità femminili. Il termine è più spesso utilizzato per riferirsi alle teorie concernenti le religioni matriarcali preistoriche che sono state proposte nel corso del tempo da studiosi quali Johann Jakob Bachofen, Jane Ellen Harrison e Marija Gimbutas, per poi essere rese popolari soprattutto dalla "seconda ondata femminista" dagli anni 1960 in poi. Nel XX secolo una corrente per far rivivere queste pratiche ha condotto al movimento della Dea.

## Storia
Un concetto di preistoria di tipo matriarcale è stato introdotto per la prima volta nel 1861 ad opera dello studioso di origini Jakob Bachofen, dopo aver fatto pubblicare il proprio studio intitolato Il matriarcato ("un'indagine religioso e giuridica sul mondo matriarcale del mondo antico"). L'autore postulò che i patriarchi storicamente riconosciuti non erano altro che uno sviluppo relativamente recente, entrati in scena dopo aver sostituito uno stato precedente di matriarcato primordiale preistorico ed aver postulato una forma di religione ctonio-materna.
Bachofen presenta un modello in cui società matriarcale e culti misterici ctonii sono la seconda delle quattro fasi dello sviluppo religiosa mondiale storica. La prima fase sarebbe quella chiamata "eterismo", caratterizzata come una società di cacciatori-raccoglitori paleolitici i quali praticavano uno stile di vita poligamo e comunista. La seconda fase è la neolitica, una fase lunare matriarcale dedita principalmente all'agricoltura con una prima forma di Demetra in qualità di divinità dominante. Questa è stata seguita da una fase "dionisiaca" derivante dal patriarcato emergente e sempre più incombente, finalmente riuscito dallo stadio "apollineo" del patriarcato e la comparsa della civiltà classica. L'idea che questo periodo di tempo sia stato un periodo d'oro che è stata cancellata con l'avvento del patriarcato è stato descritto da Friedrich Engels nel suo L'origine della famiglia, della proprietà privata e dello Stato.
All'inizio del 1900, lo storico Jane Ellen Harrison ha proposto la teoria secondo cui il pantheon olimpico abbia sostituito un culto precedente di dee della terra.
Robert Graves ha postulato invece una religione matriarcale preistorica già negli anni '50, nei suoi I miti greci e La Dea bianca, dando una rappresentazione dettagliata di una società futura con una religione matriarcale nel suo romanzo "Seven Days in New Creta".